# ACL Yoshiro Irino Memorial Prize
Der ACL Yoshiro Irino Memorial Prize (jap. アジア作曲家連盟入野義朗記念賞, Asia Sakkyokuka Renmei Irino Yoshirō Kinenshō) ist einer der renommiertesten Musikpreise im asiatisch-pazifischen Raum. Er wird regelmäßig von der Asian Composers League (ACL) vergeben. Der Preis wurde zum Andenken an den Gründer der ACL, den japanischen Komponisten Irino Yoshirō ins Leben gerufen. Er wird im Rahmen des ACL Conference and Festival an den besten Komponisten unter 35 Jahren des jeweiligen Gastgeberlandes vergeben. Die erste Preisverleihung fand 1981 an Law Wing-fai (Hongkong) statt. Seitdem wurde die Auszeichnung an später führende Komponisten ihrer Länder wie Chan Wing-wah (Hongkong) und Phoon Yew Tien (Singapur) vergeben. Einer der weltweit anerkanntesten Preisträger ist der Chinese Tan Dun, der den Grammy und Oscar gewann. Letzter Laureat war 2022 Karlo Margetic (Neuseeland).

## Preisträger
- Law Wing-fai (Hongkong 1981)[2]
- Phoon Yew Tien (Singapur 1983)
- Cuong Nguyen (Neuseeland 1984)
- Tzyy-Sheng Lee (Taiwan 1986)
- Chan Wing-wah (Hongkong 1988)
- Tan Dun (China 1990)
- Jeroen Speak (Neuseeland 1992)
- Lim Jie-sun (Südkorea 1993)
- Wang Sue-ya (Taiwan 1994)
- Jiradej Setabundhu (Thailand 1996)
- Jomar B. Ferreria (Indonesien 1997)
- Yu-Hui Chang (Taiwan 1998)
- Dody Satya Ekagustdiman/A. Fahmy Alatlas (Indonesien 1999)
- Kumiko Ōmura (Japan 2000)
- Sungji Hong (Südkorea 2002)
- Sakiko Kosaka (Japan 2003)
- Erel Paz (Israel 2004)
- Narong Prangcharoen (Thailand 2005)
- Samuel Holloway (Neuseeland 2007)
- Tang Lok-yin (Hongkong 2007)
- Kim Il-jin (Südkorea 2009)
- Yen Ming-Hsiu (Taiwan 2011)
- Shogo Takahashi (Japan 2014)
- Jimuel Dave Dagta (Philippinen 2015)
- Tran Luu Hoang (Vietnam 2016)
- Tsai Wen-chi (Taiwan 2018)
- Karlo Margetic (Neuseeland 2022)